# 長船站
長船站（日语：／ Osafune eki */?）是位於岡山縣瀨戶內市長船町福岡，西日本旅客鐵道（JR西日本）赤穗線的車站。車站編號為「JR-N09」。

## 歷史
- 1962年（昭和37年）9月1日 - 赤穗線伊部站至東岡山站之間開業，此站啟用。
  - 當時車站地址為岡山縣邑久郡長船町（日语：長船町）福岡。
- 1987年（昭和62年）4月1日 - 伴隨國鐵分割民營化，車站由西日本旅客鐵道（JR西日本）營運。
- 2004年（平成16年）11月1日 - 隨著瀨戶內市成立，車站地址為岡山縣瀨戶內市長船町福岡（日语：長船町福岡）。
- 2007年（平成19年）
  - 2月9日 - 開設綠色窗口。
  - 7月30日 - 引入可支援ICOCA的簡易型自動閘機（日语：簡易型自動改札機）。
  - 9月1日 - 此站可以使用ICOCA。赤穗線岡山縣內區間中，在此站開始設置自動閘機。
- 2018年（平成30年）9月15日 - 播州赤穂至長船之間各站可使用ICOCA。

## 車站構造
車站是一座地面車站，設有2面2線的相對式月台，可進行列車交會。車站大樓是一座混凝土建築物，位於下行月台近播州赤穗一方。兩月台上設有候車空間。兩月台之間設有跨線橋連接。
此站是由東岡山站管理，並委托JR西日本岡山MAINTEC負責車站業務，為業務委託車站。車站設有綠色窗口（在部分時間暫停營業）。車站可使用ICOCA（以及互相使用的IC卡），曾經只有此站往岡山方向的車站才可使用ICOCA，後來在2018年擴展至兩方向的車站也可使用ICOCA乘車。車站設有簡易自動閘機，在下車時只需把普通乘車票交給車站職員，在沒有車站職員時，只需把普通乘車票投入閘口旁的收集箱內，若列車是一人控制班次，則在車內結算車票。
半數列車在此站折返至岡山方向。而繼續前往播州赤穗站的列車中，只有每小時1班。此站折返的列車會使用1號月台。

### 月台
| 月台 | 路線   | 上下行 | 方向                         |
| ---- | ------ | ------ | ---------------------------- |
| 1    | 赤穂線 | 下行   | 西大寺、岡山、新見方向       |
| 2    | 赤穂線 | 上行   | 備前片上、日生、播州赤穗方向 |

## 使用狀況
以下為近年1日平均乘車人次列表：
| 乘車人次變化 | 乘車人次變化    |
| 年度         | 1日平均乘車人次 |
| ------------ | --------------- |
| 1999         | 1,093           |
| 2000         | 1,136           |
| 2001         | 1,165           |
| 2002         | 1,107           |
| 2003         | 1,167           |
| 2004         | 1,176           |
| 2005         | 1,138           |
| 2006         | 1,136           |
| 2007         | 1,156           |
| 2008         | 1,201           |
| 2009         | 1,162           |
| 2010         | 1,184           |
| 2011         | 1,169           |
| 2012         | 1,162           |
| 2013         | 1,184           |
| 2014         | 1,143           |
| 2015         | 1,169           |
| 2016         | 1,172           |
| 2017         | 1,188           |
| 2018         | 1,203           |

## 車站周邊
車站周邊為一片廣闊的土地，也設有住宅團地。另外，車站附近的大道上設有路邊商店。在站前設有的士等待乘客。
- 瀨戶內市政廳長船分所（前長船町（日语：長船町）公所）
- 瀨戶內市保健福祉中心夢比亞長船（同時設置福祉事務所（日语：福祉事務所））
- 瀨戶內警署（日语：瀬戸内警察署 (岡山県)）長船派出所
- 郵便事業岡山分店（日语：岡山中央郵便局）長船分室
- 長船土師郵局
- 福岡郵局
- 中國銀行長船分店
- 備前日生信用金庫（日语：備前日生信用金庫）長船支店・長船中央分店
- Benesse公司（日语：ベネッセコーポレーション）
- 山陽Marunaka（日语：マルナカ (チェーンストア)）長船店
- 家居中心Time（日语：リックコーポレーション）長船店（前田中屋）
- Ohayo乳業（日语：オハヨー乳業）長船工場
- 岡山縣道69號西大寺備前線（日语：岡山県道69号西大寺備前線）
- 岡山縣道83號飯井宿線（日语：岡山県道83号飯井宿線）

## 相鄰車站
西日本旅客鐵道
 赤穗線
香登（JR-N10）－長船（JR-N09）－邑久（JR-N08）

## 注腳
1. ↑  岡山縣統計年報

## 外部連結
- 長船｜車站資訊：JR出門網 - 西日本旅客鐵道